# Thyrosticta sylvicolens
Thyrosticta sylvicolens là một loài bướm đêm thuộc phân họ Arctiinae, họ Erebidae.